# Hans Rheinberger
Hans Rheinberger (* 9. Februar 1911 in Vaduz; † 10. Mai 1980 in Locarno, Kanton Tessin) war ein liechtensteinischer Architekt und Denkmalschützer. Er gilt als Pionier des Denkmalschutzes in Liechtenstein.

## Biografie
Rheinberger wurde 1911 in Vaduz als Sohn des Architekten Egon Rheinberger und dessen Frau Maria (geborene Schädler) geboren und wuchs mit zwei Brüdern auf. Er besuchte das Gymnasium in Schiers im Kanton Graubünden. Von 1931 bis 1937 studierte er Architektur in Stuttgart und Danzig. Ab 1938 wurde er mit einem eigenen Architekturbüro in Vaduz tätig. Als Architekt plante er unter anderen viele Villenbauten in Vaduz und Schaan, das Verwaltungsgebäude der Liechtensteinische Kraftwerke in Schaan, die Fürstengruft bei der Kathedrale St. Florin in Vaduz sowie die 1959 eröffnete Schwimmbadanlage in Vaduz. Auf der Weltausstellung 1958 in Brüssel gestaltete er den Liechtenstein-Pavillon.
Rheinberger war ab deren Gründung im Jahr 1944 mehr als 30 Jahre Mitglied bzw. Berater der Denkmalschutzkommission. Des Weiteren restaurierte er mehrere Kirchen und Kapellen sowie zahlreiche historische Bauten in Liechtenstein.

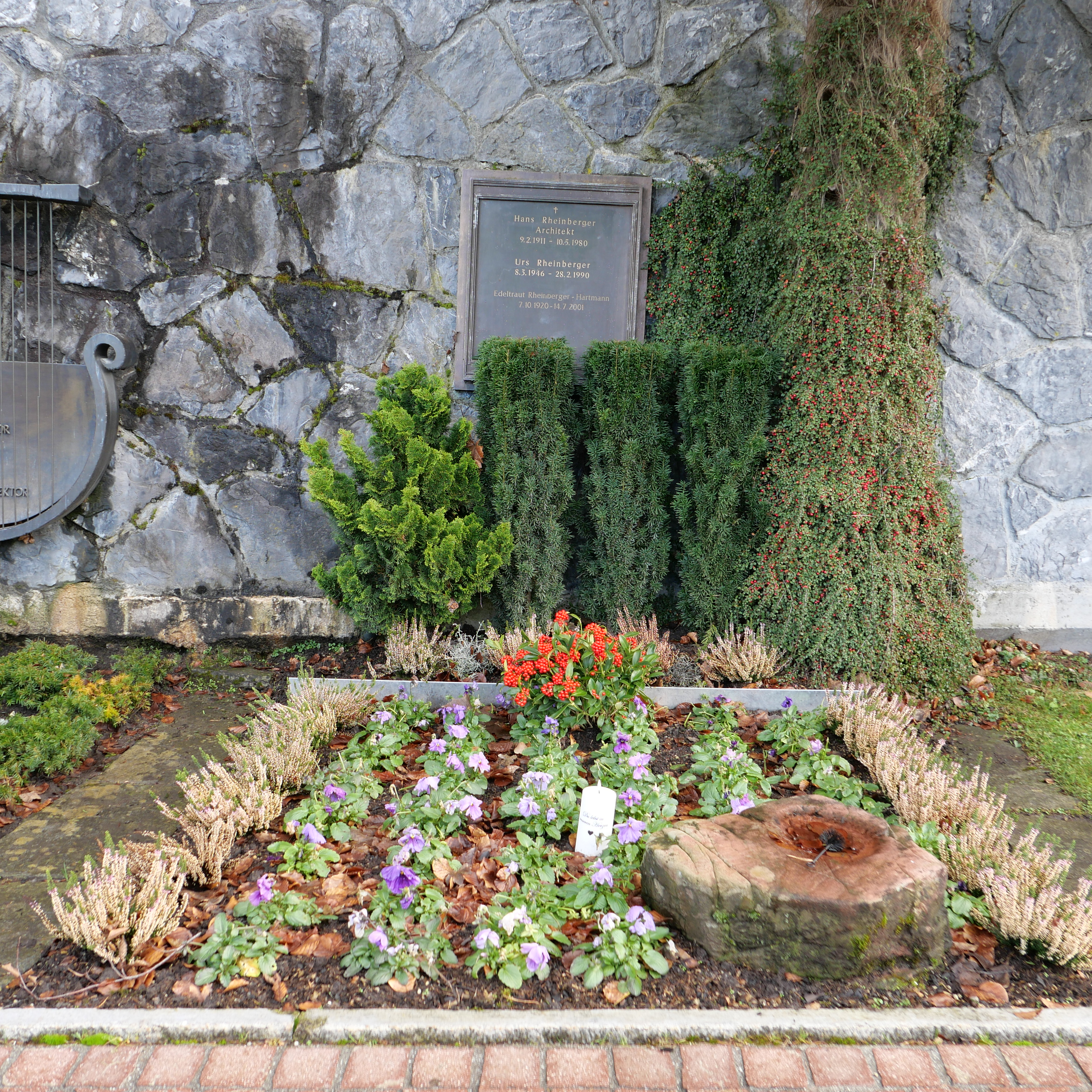
Das Grab im Jahr 2024

1967 war Rheinberger einer der Mitgründer der Liechtensteinischen Ingenieur- und Architektenvereinigung (LIA). Von 1968 bis 1976 bekleidete er das Amt des Vizepräsidenten des Stiftungsrats der Staatlichen Kunstsammlungen.
Des Weiteren war er Ehrenmitglied der Liechtensteinischen Ingenieur- und Architektenvereinigung.
Rheinberger war seit 1944 mit Edeltraut Hartmann (1920–2001) verheiratet. Aus der Ehe gingen drei Söhne, unter anderem der Landtagsabgeordnete Volker Rheinberger, hervor. Der liechtensteinische Landtagspräsident Rudolf Schädler war Rheinbergers Grossvater mütterlicherseits. Der Direktor am Max-Planck-Institut für Wissenschaftsgeschichte in Berlin, Hans-Jörg Rheinberger, war sein Neffe.
Rheinberger hat seine letzte Ruhestätte auf dem Friedhof Vaduz gefunden. In dem Grab sind auch seine Frau und Sohn Urs (1946–1990) bestattet. Es befindet sich in der Nähe des Familiengrabes, in dem seine Eltern und Großeltern väterlicherseits sowie andere Verwandte beigesetzt sind.